# Адриан I
Адриан I (лат. Hadrianus PP. I; 700, Рим, Византийская империя — 25 декабря 795, там же) — папа римский с 1 февраля 772 года по 25 декабря 795 года. Римлянин из семьи консула и герцога Теодата. Верный союзник короля франков Карла Великого.

## Поддержка политики Карла
Разорвал отношения с лангобардами и вскоре после вступления на престол призвал короля франков Карла Великого для помощи в борьбе с ними. Франки вторглись в Италию, Карл, победив короля лангобардов Дезидерия, назначил королём Италии своего сына Пипина. На Пасху 774 года Адриан, принявший Карла в Риме, дал ему титул патрикия.
Карл подтвердил дарения, сделанные Пипином Коротким папам, однако создал Папскую область лишь в 781 году во время нового визита в Рим. Новосозданная область включала Лаций, Равеннский экзархат, Пентаполь и Сабину, но Карл не дал Адриану ни Милана, ни герцогства Сполето. Во время этого же визита Адриан помазал на царство сыновей Карла — Пипина и Людовика Благочестивого.

## Ограничение духовной власти
После третьего похода Карла в Италию в 787 году Адриан расширил свои владения за счёт части Беневентского герцогства. Он начал использовать свой духовный авторитет в борьбе с противниками Карла. Однако в результате этого в решении собственно религиозных вопросов папа оказался зависим от короля.
С восшествием на престол императрицы Ирины в Византии временно одержал верх курс на единство церкви. Используя это обстоятельство, Адриан I попытался урегулировать свои отношения на Востоке. В 787 году состоялся Второй Никейский собор (VII вселенский) под председательством Константинопольского патриарха. Послы папы были приняты с большим почетом. Новое объединение восточной и западной церквей (на довольно непродолжительное время) произошло благодаря содействию византийской императрицы и римского папы, Карл и франкская великая держава были ни при чём, Запад был представлен единственно стороной папы.
Карл усмотрел в этом угрозу своим державным интересам – недавно завоеванные лангобардские герцогства при поддержке Византии и папства могли успешно восстать против франкских завоевателей. Карл выступил против II Никейского собора. Не вынуждая Адриана I отречься от его решений, он потребовал, чтобы на созываемом Карлом в 794 году во Франкфурте соборе бывшей Западной империи папа обеспечил представительство своими послами. На этом соборе председательствовал король, и там были осуждены решения восточного собора, с чем выразили согласие и папские легаты. Этим папе Адриану I было объяснено, что дела христианского сообщества теперь вершат уже не Византия и папа, а Карл при содействии папы.
В 775 году восстановил акведук Траяна, а в 791 году стены Рима. Папа отремонтировал и украсил все основные церкви Рима. В базилике Св. Петра заменил серебряные статуи на золотые. Эпитафию Адриану в соборе Св. Петра написал Алкуин.